# Джейми Андерсън
Джейми Луис Андерсън (на английски: Jamie Louise Anderson; 13 септември 1990, Саут Лейк Тахо, Калифорния, САЩ) е американски сноубордист. Двукратна Олимпийска шампионка в слоупстайла на зимните олимпийски игри в Пьонгчанг през 2018 г.. Първата Олимпийска шампионка в слоупстайла в Сочи през 2014 г.
Родители Джоуи и Лорън Андерсън, сестра Джоани Андерсън – също сноубордистка.

## Успехи
Олимпийски игри:
- Шампион (2): Сочи през 2014 г., 2018
- Сребърен медал (1): 2018

Световно първенство:
- Сребърен медал (1): 2012

X Games:
- Шампион (6): 2007, 2008, 2011, 2012, 2012, 2013

## Участия на зимни олимпийски игри
| Олимпийски игри            | Място     | Държава    | дисциплина | класиране   |
| -------------------------- | --------- | ---------- | ---------- | ----------- |
| Зимни олимпийски игри 2014 | Сочи      | Русия      | слоупстайл | Шампион     |
| Зимни олимпийски игри 2018 | Пьонгчанг | Южна Корея | слоупстайл | Шампион     |
| Зимни олимпийски игри 2018 | Пьонгчанг | Южна Корея | биг еър    | Вицешампион |